# 613
| [ Edytuj tabelę ]          |                                             |
| Cesarz Bizancjum           | - 610 Herakliusz 641                        |
| Cesarz Chin                | - 604 Sui Yangdi 618                        |
| Król Essexu                | - 604 Saebert 616                           |
| Król Franków               | - 584 Chlotar II 629                        |
| Król Franków w Austrazji   | - 612 Teuderyk II 613 - 613 Sigebert II 613 |
| Cesarz Japonii             | - 592 Suiko 628                             |
| Król Kentu                 | - 560 Ethelbert I 616                       |
| Patriarcha Konstantynopola | - 610 Sergiusz I 638                        |
| Władca Korei               | - 590 Yŏngyang 618                          |
| Król Longobardów           | - 590 Agilulf 616                           |
| Papież                     | - 608 Bonifacy IV 615                       |
| Król Persji                | - 590 Chosrow II Parwiz 628                 |
| Król Wizygotów             | - 612 Sisebut 621                           |

Rok 613 / DCXIII
stulecia: VI wiek ~
VII wiek ~
VIII wiek

lata: 603 «
608 «
609 «
610 «
611 «
612 «
613
» 614
» 615
» 616
» 617
» 618
» 623

## Wydarzenia

### Według miejsca

#### Cesarstwo Bizantyjskie
- Cesarz Herakliusz żeni się ze swoją siostrzenicą Martyną; zostaje cesarzową („Augusta”) bizantyńską.
- 22 stycznia – Konstantyn III zostaje koronowany na współcesarza („Cezar”) przez swojego ojca Herakliusza i wkrótce potem zaręczony ze swoją kuzynką Gregorią, córką Niketasa. Konstantyn, będący wówczas 8-mieszęcznym niemowlęciem, nie sprawuje realnej władzy: jego tytuł dynastyczny jest stricte ceremonialny.
- Wojna bizantyńsko-sasanidzka (602–628): Herakliusz mianuje się naczelnym wodzem wraz ze swoim bratem Teodorem (Kuropalates), aby umocnić dowództwo nad armią.[1]
- Bitwa pod Antiochią: Herakliusz mobilizuje bizantyjskie siły ekspedycyjne do Antiochii (Syria), ale zostaje całkowicie pokonany poza miastem przez Persów. Perski dowódca Szachin dokonuje dalszych inwazji na środkową i Zachodnią Anatolię.[2] W Syrii Szarbaraz zdobywa trzy miasta: Damaszek, Apameę i Emesę.

#### Europa
- Król Teuderyk II umiera na dyzenterię w Metz - stolicy Austrazji, przygotowując kampanię przeciwko swemu odwiecznemu wrogowi, Chlotarowi II. Jego babka Brunhilda chcąc zachować jedność państwa wyznaczyła na następcę tronu najstarszego z 4 synów Teoderyka – Sigeberta II
- Chlotar II ponownie jednoczy królestwa frankijskie, nakazując zamordowanie Sigeberta II. Oskarża Brunhildę o zabicie dziesięciu królów Franków (według „Liber Historiae Francorum”). Zabito ją przez przywiązanie jej włosów, ręki i nogi do ogona dzikiego ogiera, który wlókł ją przez plac w Abbeville.

#### Wielka Brytania
- Bitwa pod Chester: Król Ethelfrith z Nortumbrii najeżdża Gwynedd (północno-zachodnia Walia), aby pokonać swojego starego wroga, Edwina. Zjednoczone siły Brytów (z królestw Gwynedd, Powys, Pengwern i Dumnonii) zostają pokonane w pobliżu Chester[3].

#### Azja
- Wojna między Goguryeo a Dynastią Sui: Cesarz Sui Yangdi ponownie przekracza rzekę Liao He i doprowadza do Oblężenia Mandżurii. Podczas kampanii Yang Xuangan, urzędnik dynastii Sui, rozpoczyna bunt w pobliżu Luoyang. Obawiając się ataków z dwóch frontów, Yángdi jest zmuszony wycofać swoją armię.
- Isanapura zostaje stolicą królestwa Czenly (przybliżona data).

### Według tematu

#### Religia
- Islam: Mahomet zaczyna publiczne nauczanie. Szerzy przesłanie islamu i zachęca do osobistego oddania się Bogu. Kurajszyccy przywódcy z Mekki sprzeciwiają się jakimkolwiek zmianom w tradycyjnych zwyczajach plemiennych i religijnych.

## Urodzili się
- Woncheuk, koreański buddysta (zm. 696)
- Aisza, żona Mahometa (zm. 678)

## Zmarli
- Brunhilda, królowa Franków, zamordowana na polecenie króla Neustrii Chlotara II
- 22 kwietnia – Święty Teodor Sykeota, bizantyjski asceta
- Bledric ap Custennin, król Dumnonii (Anglia)
- Priskus, bizantyjski generał
- Sigebert II, król Austrazji (ur. ok. 600)
- Teuderyk II, król Austrazji (ur. 587)
- Uncelen, książę Alemannii w latach 587-607 (Niemcy)
- Yang Xuangan, urzędnik dynastii Sui